# Jovilabio

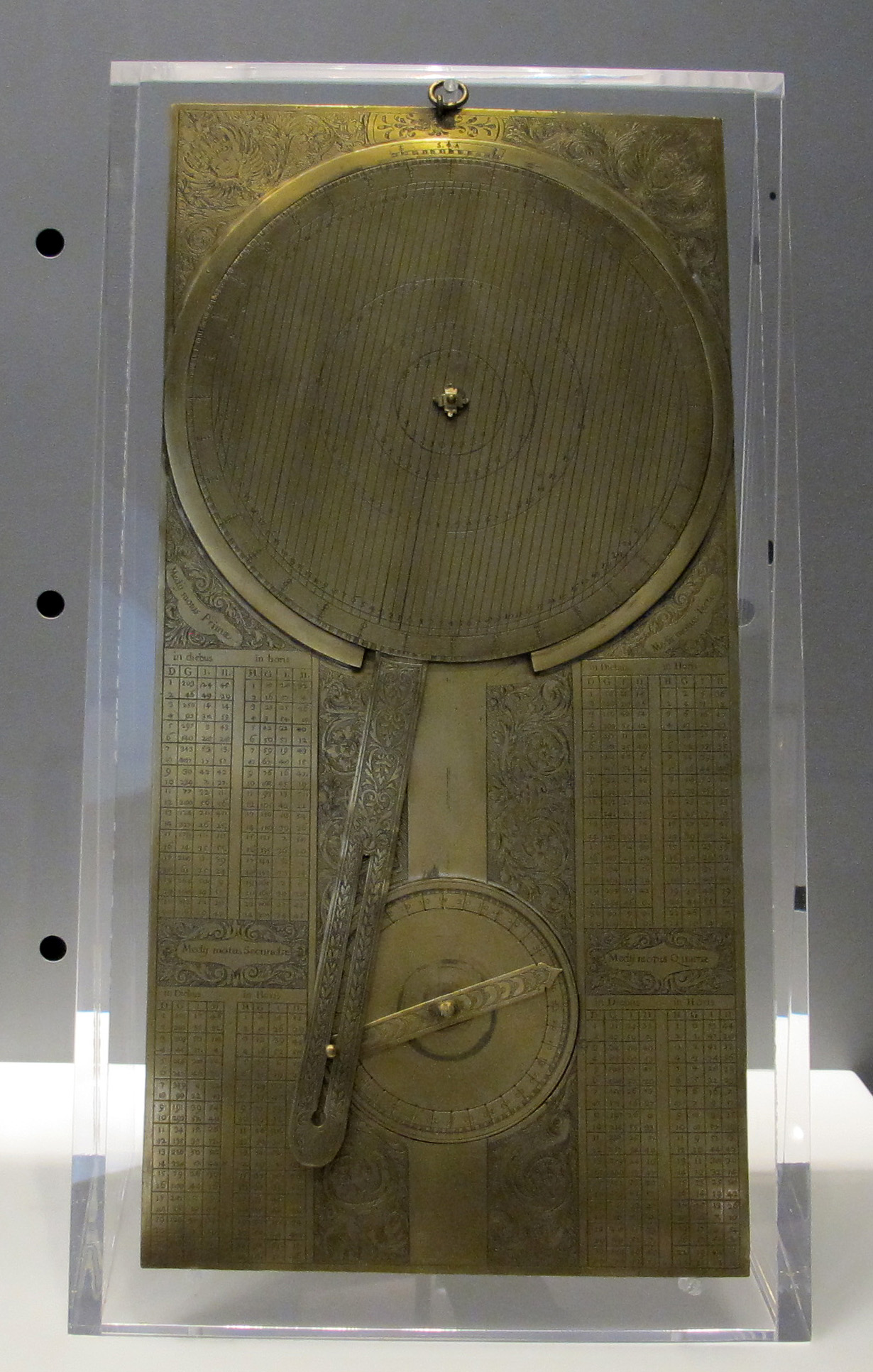
Jovilabio de Galileo, propiedad de Leopoldo de Médici

El jovilabio es un instrumento científico de latón, que carece de fecha y cuyo fabricante es desconocido, que se encuentra actualmente en la colección del Museo Galileo en Florencia, Italia.
Fue utilizado por Galileo Galilei para determinar los períodos orbitales de las lunas de Júpiter y calcular los tiempos de sus eclipses. El instrumento lleva grabadas tablas que muestran los movimientos medios de cada una de las cuatro lunas. Dos discos conectados de diferentes diámetros giran mediante una varilla móvil. Se utilizan para crear una "vista desde el Sol" de los movimientos de las lunas de Júpiter observados desde la Tierra (movimientos que parecen irregulares debido a los movimientos relativos de la Tierra y de Júpiter de acuerdo con la teoría heliocéntrica).

## Historia
Tras anunciar el descubrimiento de las lunas de Júpiter en su tratado Sidereus nuncius de 1610, comenzó el estudio sistemático de sus períodos en 1611, desarrollando un micrómetro para tal fin. Galileo comprendió de inmediato que los eclipses de las lunas podían proporcionar un método preciso para determinar la longitud geográfica.
Compiló tablas de los períodos que presentó, junto con sus telescopios, primero al Rey de España (1611, 1612, 1616 y 1627-1628), y luego a los Estados Generales de Holanda (1637-1641). Para convencer a sus interlocutores españoles de que Júpiter y sus lunas podían observarse en terreno inestable, como la cubierta de un barco, Galileo diseñó un casco especial que albergaba un pequeño telescopio en una montura articulada. El dispositivo se denominó celatone (celata = "casco" en italiano). En esta segunda propuesta, también describió las ventajas de aplicar el péndulo a los relojes. A pesar del interés que despertaron, ninguna de sus propuestas fue aceptada.